# Remember (Becky Hill & David Guetta)
Remember is een single van de Britse zangeres Becky Hill met de Franse dj David Guetta uit 2021. Het stond in hetzelfde jaar als vijfde track op het debuutalbum van Hill Only Honest on the Weekend, waar het de vijfde single van was, na Better Off Without You, Heaven on My Mind, Space en Last Time.

## Achtergrond
Remember is geschreven door David Guetta, Karen Ann Poole, Rebecca Claire Hill, Lewis Thompson, Luke Storrs en Kye Elliot Sones en geproduceerd door Guetta, Storrs en Scott Lowe. Het is een dancenummer dat gaat over het ophalen van negatieve herinneringen van een gestopte relatie wanneer je alleen bent of denkt dat het weer beter gaat. Het is de eerste samenwerking van de twee artiesten met elkaar. Over de samenwerking vertelde Hill dat haar hele carrière naar het moment heeft toegewerkt om met Guetta te kunnen samenwerken. De artiesten staan toegeschreven als Becky Hill & David Guetta in plaats van Becky Hill featuring David Guetta, omdat de zangeres bang was dat dat de naam van Guetta zou kunnen schaden als zij enkel als leidende artiest zou zijn toegeschreven.

## Hitnoteringen
Het nummer was in Europa in de hitlijsten te vinden. De hoogste piekpositie was de derde plaats in zowel de Nederlandse Top 40 als de Britse hitlijst. Ook in de Single Top 100 (zesde plaats) en de Noorse hitlijst (vijfde plaats) waren er top tien noteringen. Verder reikte het in de Vlaamse hitlijst tot de zestiende plek en in de Zweedse lijst tot de 51e positie.